# Fundación Nacional de Parques Zoológicos y Acuarios de Venezuela
La Fundación Nacional de Parques Zoológicos y Acuarios de Venezuela (FUNPZA), como institución oficial, creada por el Ejecutivo Nacional según Decreto N° 1.436, de fecha 24 de enero de 1991 y constituida el 15 de mayo de 1991 bajo la adscripción y tutela del Ministerio del Poder Popular para Ecosocialismo y Aguas, MINEA (antes Ministerio del Poder Popular para el Ambiente, MINAMB), tiene funciones públicas expresas asignadas en el decreto de su creación, sus estatutos, y el Reglamento de la Ley de Protección de Fauna Silvestre (Gaceta Oficial de la República de Venezuela No 5.302 del 29-01-1999), en concordancia con la Ley de Gestión de Diversidad Biológica (Gaceta Oficial de la República Bolivariana de Venezuela No 39.070 del 01-12-2008) y la Resolución Ministerial MARN N° 137 (Gaceta Oficial de la República de Venezuela No 36.314 del 16-10-1997) que regula el registro y funcionamiento de los parques zoológicos y acuarios nacionales. FUNPZA es una unidad operativa de apoyo y gestión de la Estrategia Nacional de Diversidad Biológica que promueve el valor social de la protección a la naturaleza y propicia el desarrollo de conciencia conservacionista en la población. Las competencias de FUNPZA son evaluar, supervisar, y controlar el funcionamiento de los zoológicos, acuarios y afines privados y públicos (colecciones privadas, centros de cría en cautiverio y otros), en funcionamiento o por crearse dentro del territorio nacional, además de promover el desarrollo técnico y profesional del personal adscrito a dichas instituciones.incluyen la recogida de animales, los acuerdos de intercambio entre los centros de conservación ex situ, y apoyo legal. Igualmente, presta asesoría, apoyo técnico y veterinario a la Dirección Nacional de Diversidad Biológica del MINEA y a cualquier institución que le solicite en el campo de la conservación ex situ e in situ de especies. Entre sus responsabilidades FUNPZA diseña las normas técnicas para el manejo de las colecciones cautivas, establece los requerimientos para su exhibición y conservación en los zoológicos, acuarios y centros afines e implementa y desarrolla normativas y procedimientos en los centros y granjas comunitarias para el aprovechamiento de especies.

Entre las funciones de FUNPZA están: integrar a las comunidades en el funcionamiento de los zoológicos y acuarios venezolanos, promoviendo los saberes de ecología comunitaria e incentivando la participación y el sentido de identificación con la fauna autóctona; promover la creación de centros de conservación ex situ, en colaboración con comunidades organizadas que puedan albergar fauna decomisada por tráfico ilícito o fauna entregada voluntariamente; además, atender la demanda de la Estrategia Nacional de Diversidad Biológica en materia de prioridades de especies que requieren apoyo de conservación ex situ y que deben ser incorporadas en los parques zoológicos y acuarios de acuerdo con sus necesidades de conservación y nivel de amenaza. También velar por el mantenimiento de altos niveles de bienestar de fauna cautiva, asegurando el bienestar óptimo y comportamiento natural de los animales en cautiverio; crear los planes operativos y colecciones en Parques Zoológicos, Acuarios y otros centros de albergue de fauna y flora de Venezuela, de forma que permita la planificación y manejo de especies cautivas; además de promover el intercambio con instituciones de investigación, universidades y organizaciones de conservación que contribuyan con la investigación necesaria para fortalecer la gestión de los Parques Zoológicos, Acuarios y otros centros de conservación ex situ de especies amenazadas.